# Вамаав-К'авііль
Вамаав-К'авііль (д/н — після 744) — ахав Канульського царства з 736 до бл. 744 року.

## Життєпис
Про його батьків немає відомостей. Скориставшись поразками ахава Йукноом-Ток'-К'авііля від Мутульського царства, зумів повалити правлячу Зміїну династію. Вамаав-К'авііль заснував власну — династію Кажана (емблемний ієрогліф був у вигляді кажана).
Із самого початку спровокував конфлікт між царствами Шукууп та Цу'со, надавши підтримку останньому, завдяки чому ахави Цу'со здобули блискучу перемогу. Разом з тим Вамаав-К'авіілю вдалося зберегти вплив на царство Хіш-Віц.
З нагоди закінчення 10-річчя 9.15.10.0.0, 3 Ахав 3 Моль (30 червня 741 року) встановив п'ять масивних стел. Разом з тим вплив Вамаав-К'авііля на сусідні держави зменшувалося: у 743 році мутульськими військами було завдано поразку васалу Кануля — царству Вака', у 744 році — Саальському царству.
Про дату смерті Вамаав-К'авііля нічого невідомо. Владу успадкував Яш-Чіт-Наах-Каан.